# ناتاليا غونشاروفا
ناتاليا سيرجيفنا غونشاروفا (الروسية:Ната́лья Серге́евна Гончаро́ва ؛ 21 يونيو 1881 - 17 أكتوبر 1962) فنانة روسية مصممة أزياء. كانت زميلة للفنان الروسي الرائد ميخائيل لاريونوف. وعضوًا مؤسسًا لكل من جاك أوف دايموندز (1909-1911) ، أول مجموعة معارض راديكالية مستقلة في موسكو، وذيل الحمار (1912-1913) ، ومع لاريونوف اخترع الرايونية (1912-1914). كانت أيضًا عضوًا في الحركة الفنية الألمانية المعروفة باسم Der Blaue Reiter. ولدت في روسيا، وانتقلت إلى باريس في عام 1921 وعاشت هناك حتى وفاتها.

## معرض صور

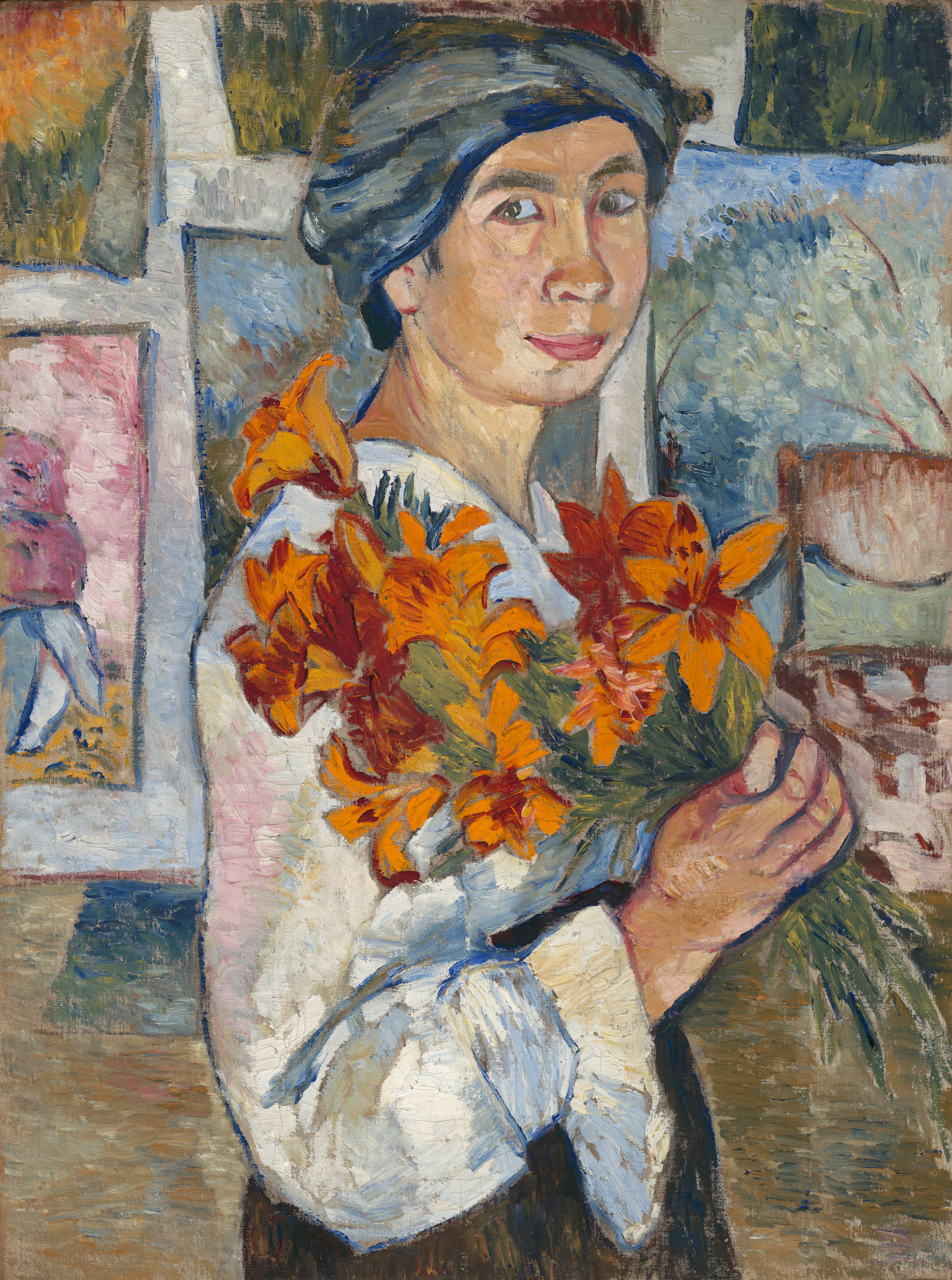
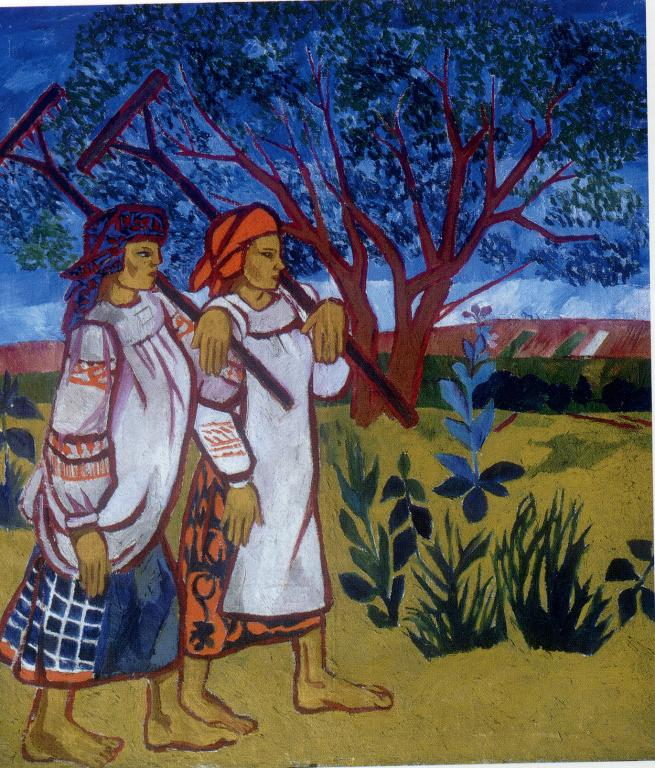
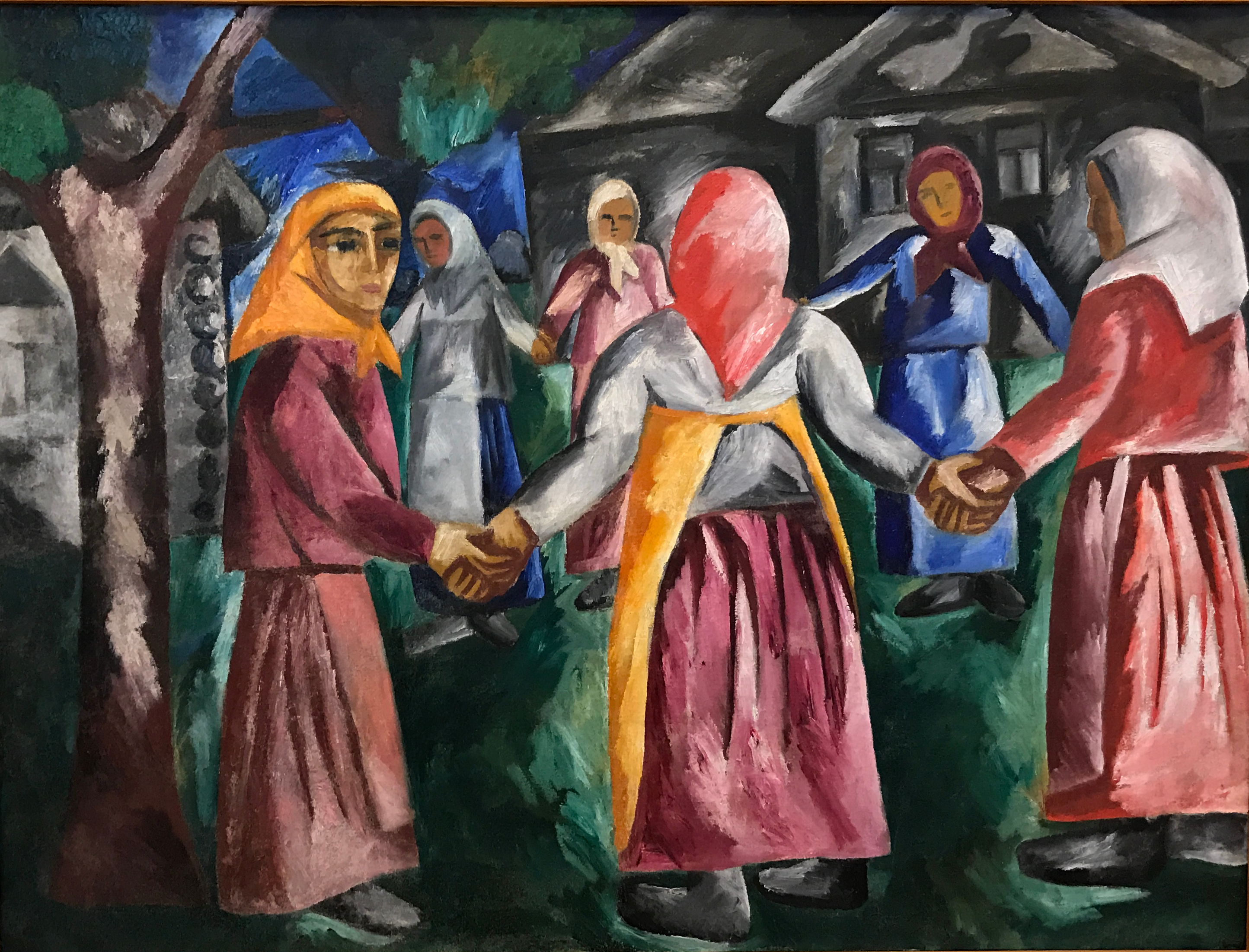
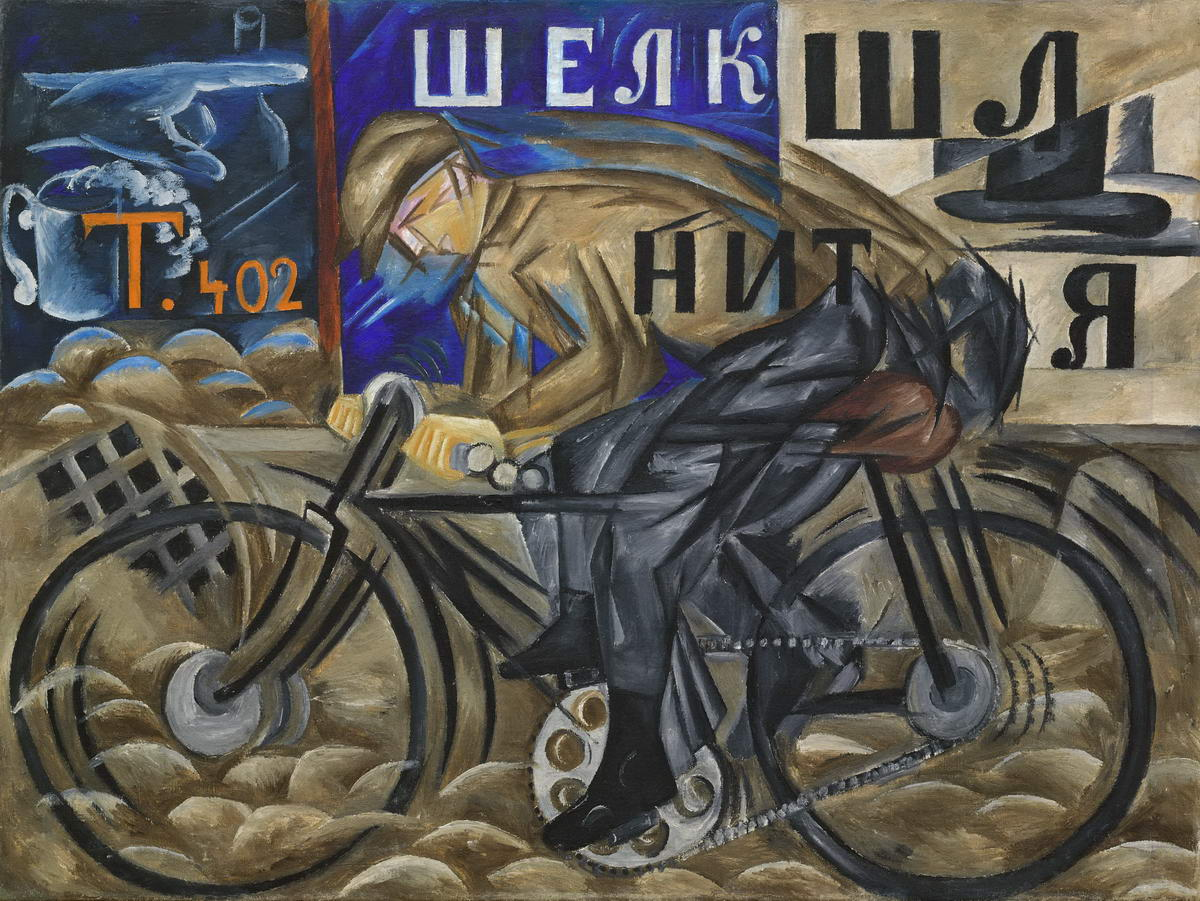

## روابط خارجية
- ناتاليا غونشاروفا على موقع IMDb (الإنجليزية)
- ناتاليا غونشاروفا على موقع الموسوعة البريطانية (الإنجليزية)
- ناتاليا غونشاروفا على موقع ميوزك برينز (الإنجليزية)
- ناتاليا غونشاروفا على موقع ديسكوغز (الإنجليزية)
- ناتاليا غونشاروفا على موقع قاعدة بيانات الفيلم (الإنجليزية)